# 宝鏡寺 (静岡県小山町)
宝鏡寺（ほうきょうじ）は、静岡県駿東郡小山町にある曹洞宗の寺院。

## 歴史
747年（天平19年）、審祥によって開山された。審祥が聖徳太子作の地蔵菩薩像を安置する「地蔵院」が当寺の起源である。
1185年（文治元年）、当地領主の竹之下孫八左衛門が「善光寺」を創建し、この太子作の地蔵を移した。1336年（建武2年）の箱根・竹ノ下の戦いで善光寺が焼失したため、1344年（康永4年）に地元住民が現在地に移転させ、「宝鏡寺」に改称、善光寺旧本尊だった地蔵を新寺の本尊とした。

## 文化財
- 静岡県指定有形文化財
  - 木造地蔵菩薩坐像（静岡県指定有形文化財 昭和60年3月19日指定）[3]
- 小山町指定有形文化財
  - 建造物
    - 大雄山常唱院[4]
    - 茶筅塚[4]

## 交通アクセス
- 足柄駅より徒歩7分。

## ギャラリー

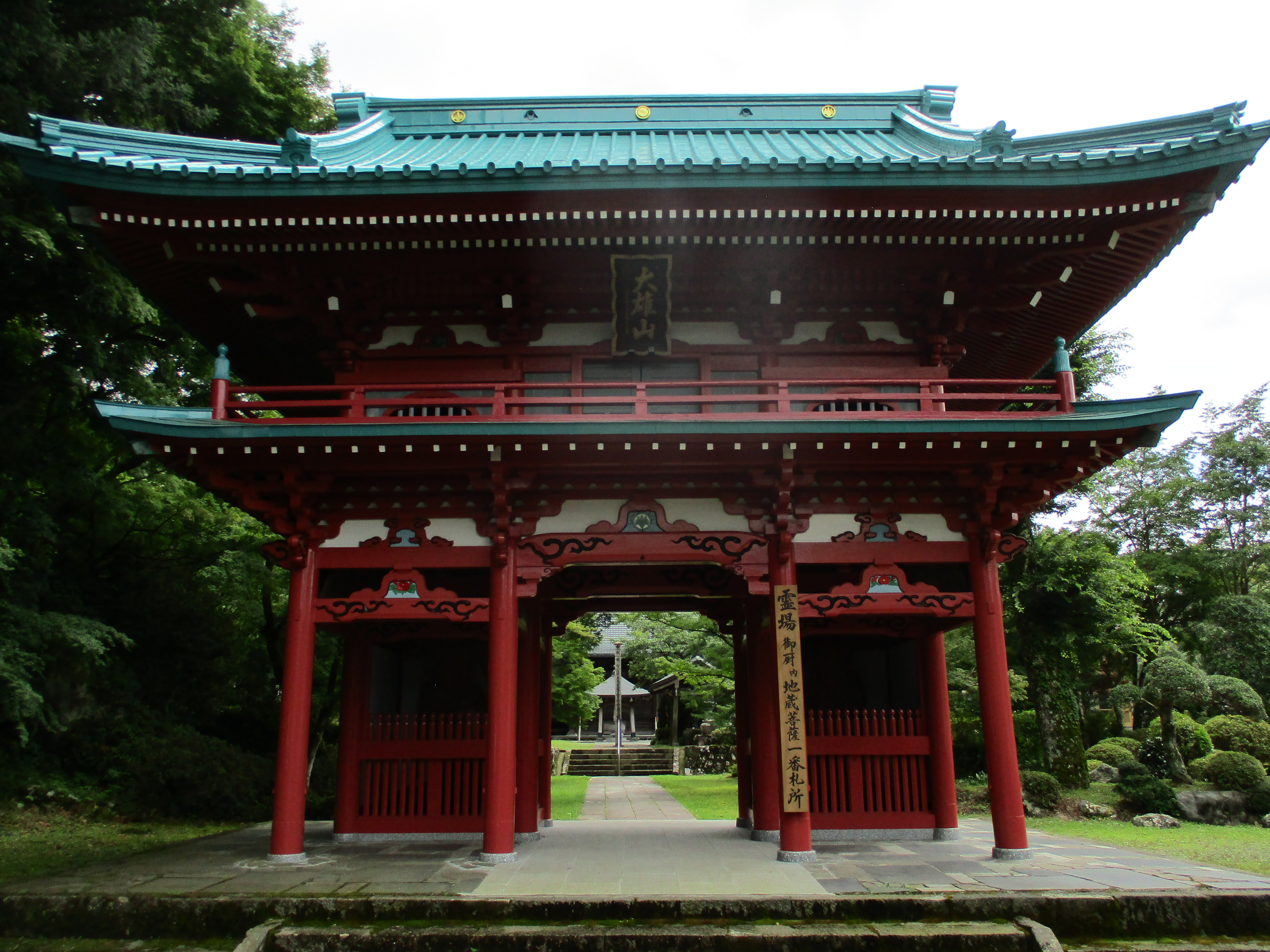
2024年7月
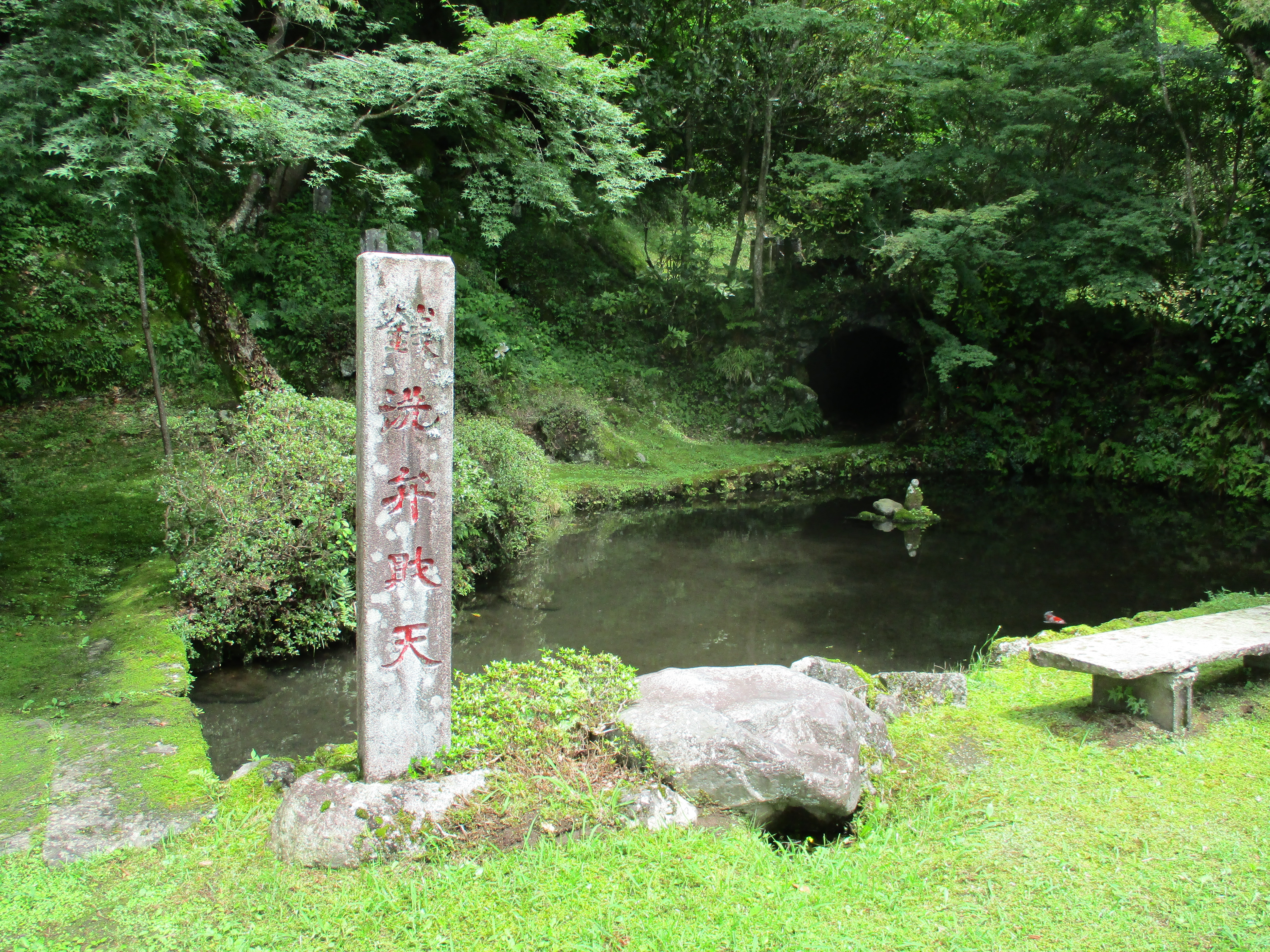
2024年7月
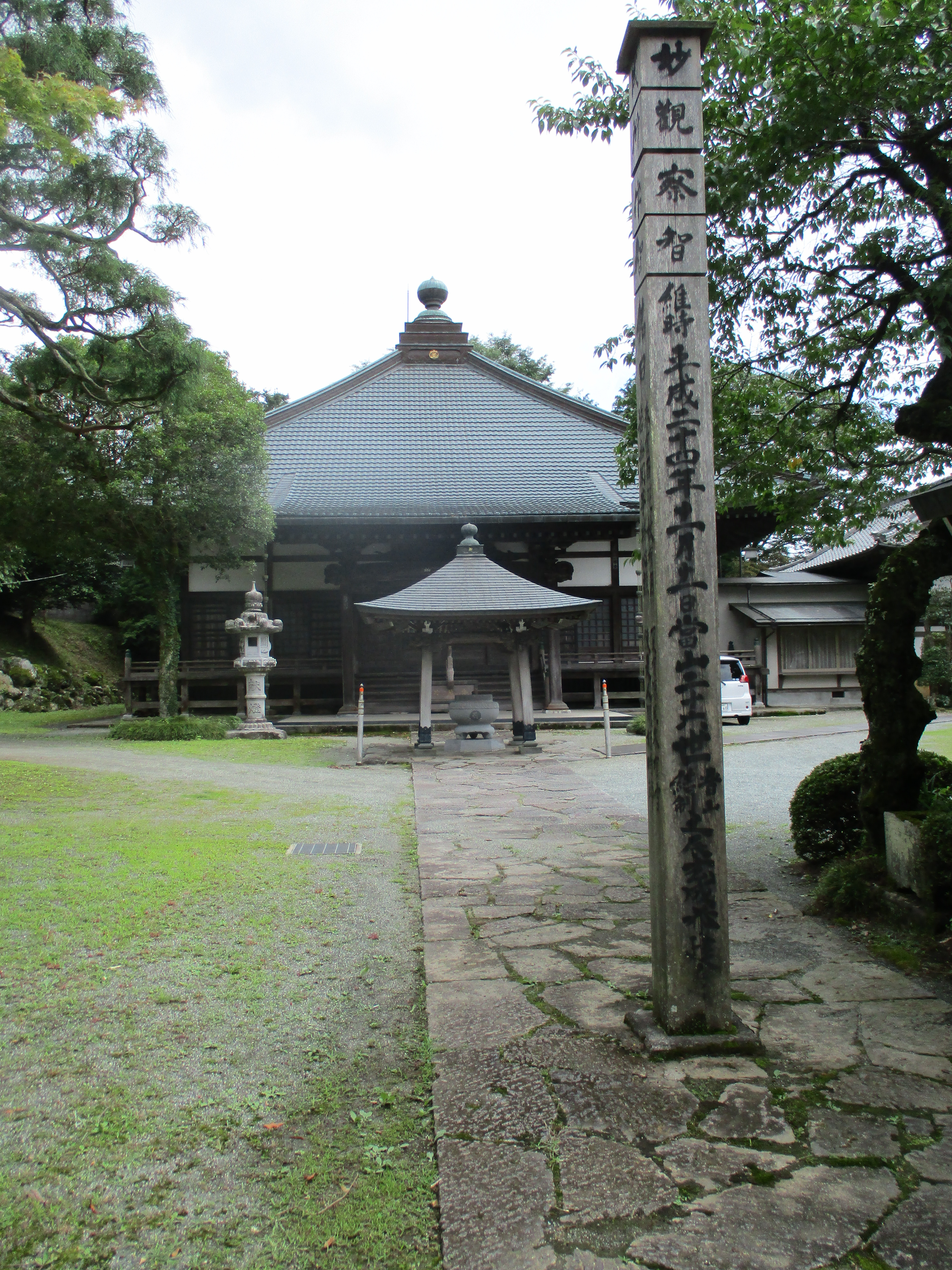
2024年7月
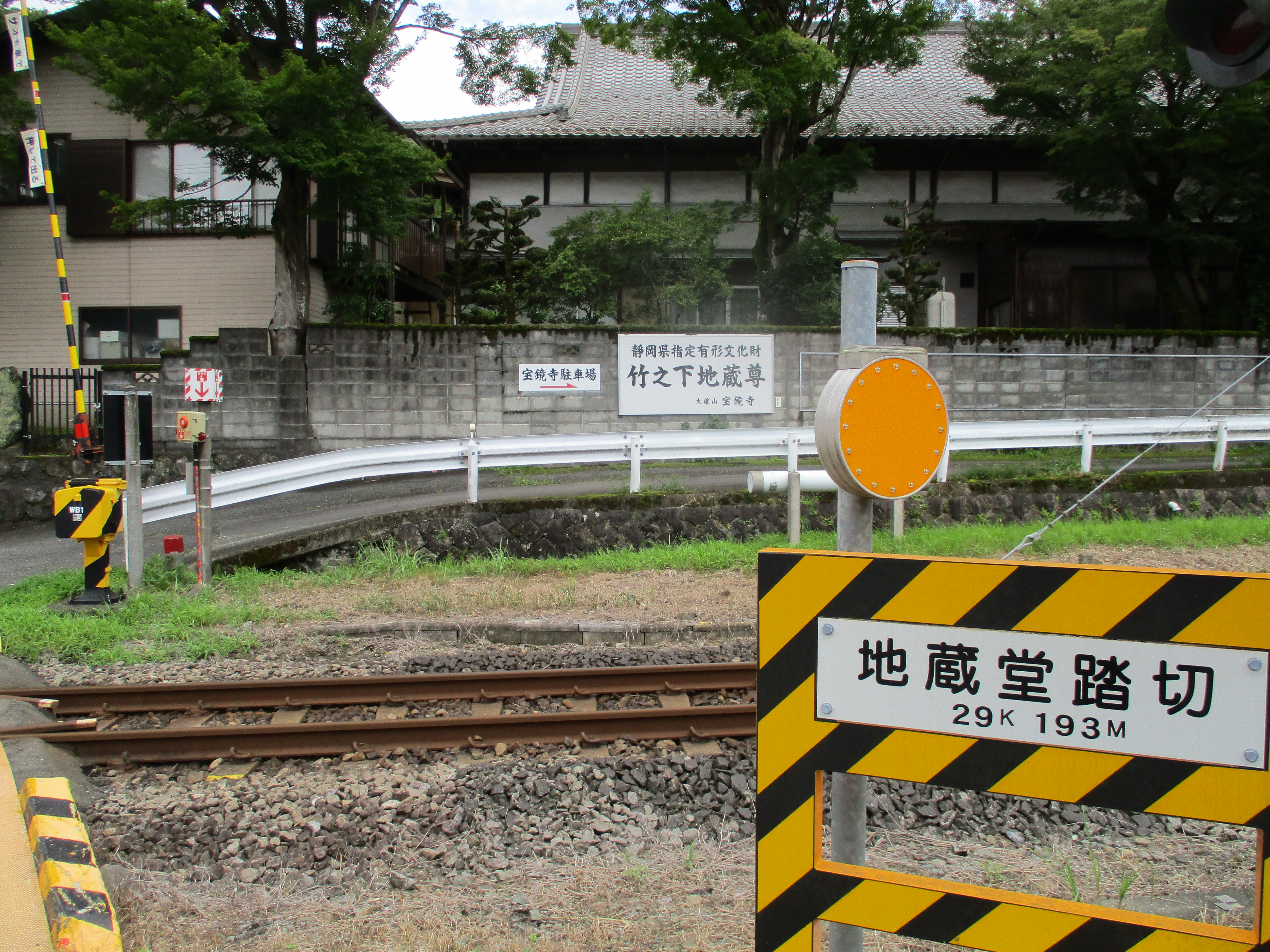
2024年7月